# Jerarquia del coneixement
La jerarquia del coneixement, també coneguda com a jerarquia DIKW o piràmide del coneixement pot ser definida com un conjunt de models per a representar les relacions aparentment estructurals entre dades, informació, coneixement i, en certs casos, saviesa. En general:
- La informació es defineix en termes de dades.
- El coneixement es defineix en termes d'informació.
- La saviesa es defineix en termes de coneixement.

Així, de les dades (el nivell més baix), se'n pot extreure informació. De la informació, es pot crear coneixement. Quan aquest coneixement és aplicat correctament pel bé comú, s'assoleix la saviesa (el nivell més alt).
No totes les versions d'aquesta piràmide inclouen els quatre nivells, especialment el quart, per les ambigüitats semàntiques i la càrrega filosòfica que comporta. En altres ocasions, a banda de ser considerada una jerarquia o una piràmide, també es parla d'aquesta estructura com una cadena, una plataforma o un continu.